# 比栗
比栗（？—680年），是唐朝初期的回纥首领，药罗葛氏，《新唐书》说他是婆闰的儿子，《旧唐书》、《资治通鉴》说他是婆闰的侄子，称比粟毒。其名应作比栗毒，为Bilge的汉字音译，意为“智慧”。
661年，婆闰死，比栗嗣瀚海都督位。联合同罗、僕固反唐，唐高宗下诏以左武卫大将军郑仁泰为铁勒道行军大总管，燕然都护刘审礼、左武卫将军薛仁贵为副，鸿胪卿萧嗣业为仙萼道行军总管，右屯卫将军孙仁师为副，率兵讨伐。662年，开始薛仁贵取得了三箭定天山的战绩，比栗败走。不过郑仁泰率领追击的一萬四千輕騎，在仙萼河糧盡，冻饿只剩余800人。之后，以右驍衛大將軍契苾何力為鐵勒道安撫使，左衛將軍姜恪为副，才安定了鐵勒诸部。比栗依然是瀚海都督，663年，唐朝将燕然都护府移至回纥，改名瀚海都护府，总领碛北诸族。680年，他死后，子独解支嗣位。